# Псебе
Псебе — річка, розташована в центральній частині Туапсинського району.Бере початок на західному схилі гори Фаше (813 м), довжина — 21 км. Впадає в Нечепсухо. на північ від селища Новомихайлівський.